# Brilhoningeter
De brilhoningeter (Ptilotula fusca; synoniem: Lichenostomus fuscus) is een zangvogel uit de familie der honingeters (Meliphagidae).

## Kenmerken
De vogel is 13,5 tot 17 cm lang en weegt tussen de 12 en 24 gram, mannetjes zijn iets groter dan de vrouwtjes, maar verschillen verder niet in verenkleed. De vogel is overwegend grijs, met op de handpennen groen. Opvallend is een relatief groot donker oog, met donkere oogring en een gele vlek tussen de schouder en de oorstreek, van boven afgegrensd met een klein zwart vlekje. De snavel is zwart en de poten zijn loodgrijs.

## Verspreiding en leefgebied
Deze vogel is endemisch in Australië en telt twee ondersoorten:
- P. f. subgermana: noordoostelijk Australië.
- P. f. fusca: oostelijk en zuidoostelijk Australië.

Het leefgebied bestaat uit droge terreinen bebost met bepaalde soorten eucalyptusbomen met ondergroei van gras afgewisseld met dicht struikgewas.

## Status
De grootte van de populatie is niet gekwantificeerd. Men veronderstelt dat de soort in aantal stabiel blijft. Om deze redenen staat de brilhoningeter als niet bedreigd op de Rode Lijst van de IUCN.